# Gabriel de Llobet
Gabriel-Roch de Llobet, né le 19 janvier 1872 à Perpignan et mort le 22 avril 1957, est un ecclésiastique français qui fut évêque de Gap, puis archevêque d'Avignon.

## Biographie
Né dans une famille de la petite aristocratie terrienne, anoblie en 1760 et propriétaire de grands domaines agricoles, près de Perpignan, il est marqué par une éducation fort pieuse. Sa grand-mère paternelle, née Émérentienne de Kendy, descendait d’officiers irlandais chassés par la persécution protestante et passés au service de Louis XIV, puis de Louis XV. Sa devise épiscopale Filii sanctorum sumus (Livre de Tobie II, 18), est celle de cette famille. Gabriel de Llobet, dernier de huit enfants, poursuit d'abord ses études au collège Saint-Louis-de-Gonzague de Perpignan, puis au prestigieux Caousou de Toulouse tenu par les jésuites. Il est élevé dans la tradition monarchiste et dans la méfiance de la nouvelle Troisième République anticléricale. Il est donc attiré dans sa jeunesse par les idées de l'Action française. Ensuite il fait ses études ecclésiastiques au Séminaire français de Rome. C'est à Rome qu'il est ordonné prêtre, le 30 mai 1896, pour le diocèse de Perpignan.
Devenu prêtre, il devient en 1899 secrétaire particulier de Anatole de Cabrières, évêque de Montpellier et catholique légitimiste, puis en 1907 il est nommé archiprêtre puis vicaire général du diocèse de Perpignan, et en 1915 évêque de Gap. Il est sacré évêque le 12 avril 1915 par Cabrières. Il est encore assez jeune pour être appelé au service auxiliaire en février 1916, et il est un des deux évêques français à avoir l'âge d'être mobilisé. Il est envoyé directement au front (à sa demande) comme aumônier ; il est rattaché aux brancardiers du XXXe corps, puis de la LXIXe division. Il a une grande dévotion pour Thérèse de Lisieux dont l'Histoire d'une âme est alors diffusée partout en France et dans les tranchées. La Quinzaine religieuse du diocèse de Gap donne régulièrement de ses nouvelles et diffuse ses observations sur le front. Au cours de ses permissions, Gabriel de Llobet revient s’occuper de son diocèse du Gap. Il laisse des carnets des combats du front de l'Aisne  qui ont lieu de mai à septembre 1918, ainsi que des lettres à sa sœur écrites du front. Il déclare notamment : « Ceux qui parlent de la guerre, dans les articles de journaux, sans en avoir jamais rien vu, feraient bien de s’inscrire pour un hiver ici. Et notre cas n’est rien à côté du pauvre poilu de la tranchée ! » Il précise aussi : « Le régime s’enlise dans la boue et il ne faut attribuer à autrui les maux dont il est cause. »
Après la guerre, il fait partie d'une mission officielle au Levant de décembre 1919 à mars 1920, présidée par le cardinal Dubois dans le cadre du rayonnement de la France, notamment en Syrie et dans les Balkans. Il publie un récit de ce voyage en 1920. En 1925, il devient coadjuteur avec droit de succession de l'archevêque d'Avignon, Michel-André Latty. À sa mort en 1928, Gabriel de Llobet devient archevêque d’Avignon, le 3 octobre. En 1950, il célèbre les obsèques du R.P. Le Floch c.s.sp., ancien recteur du Séminaire français de Rome, connu aussi pour ses positions intransigeantes. « Aristocrate légitimiste et catholique intransigeant, ces deux réalités furent pour lui matricielles », mais il sut maintenir des relations cordiales avec les autorités civiles. Il mit en place après la guerre l'Action catholique dans son diocèse, conformément aux besoins du temps. Ascète et pasteur, il laisse aussi de nombreuses lettres pastorales sur le mysticisme, l'histoire religieuse du diocèse et la discipline des sacrements.

## Images

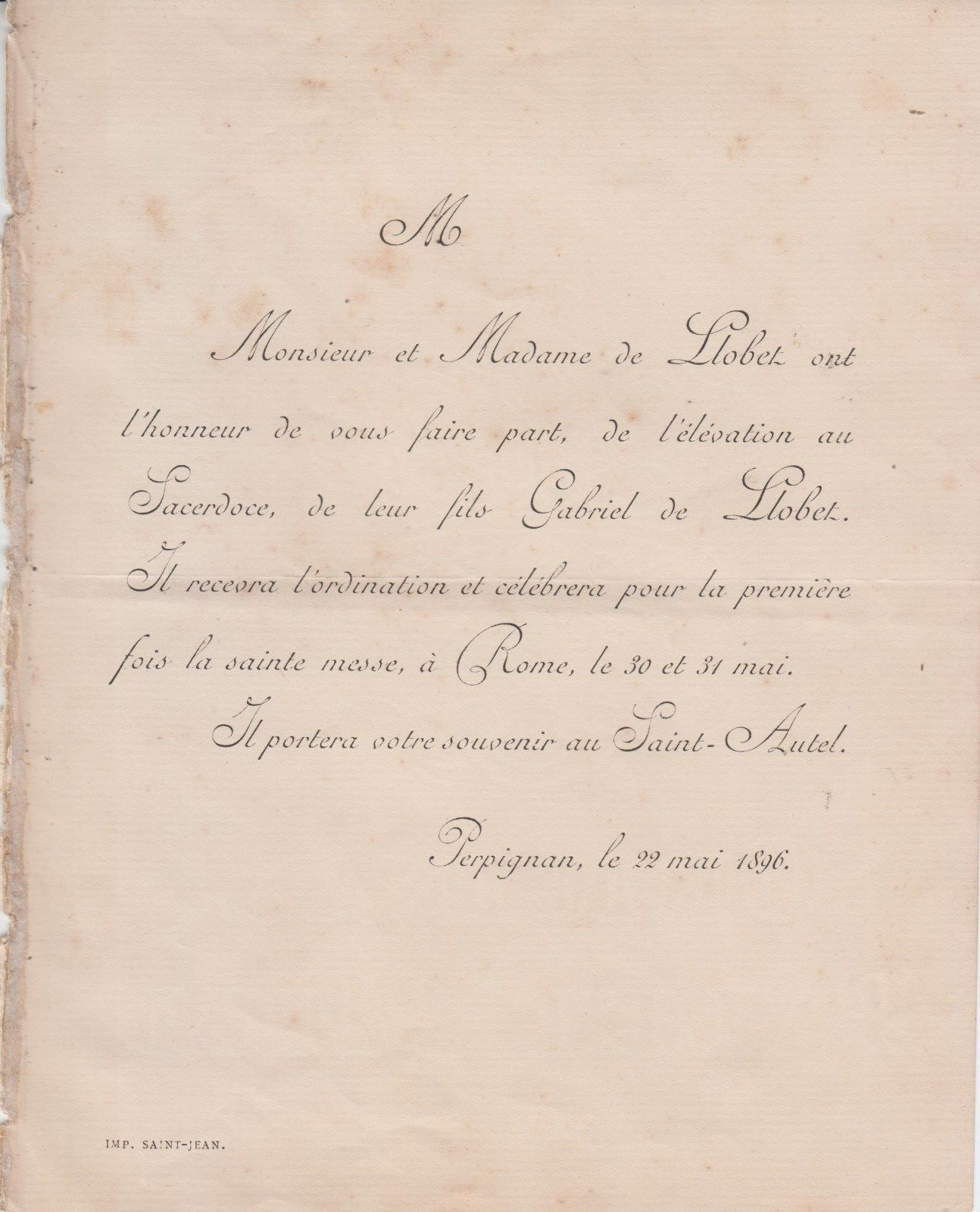
Faire-part de l'ordination sacerdotale de Gabriel de Llobet (1896)
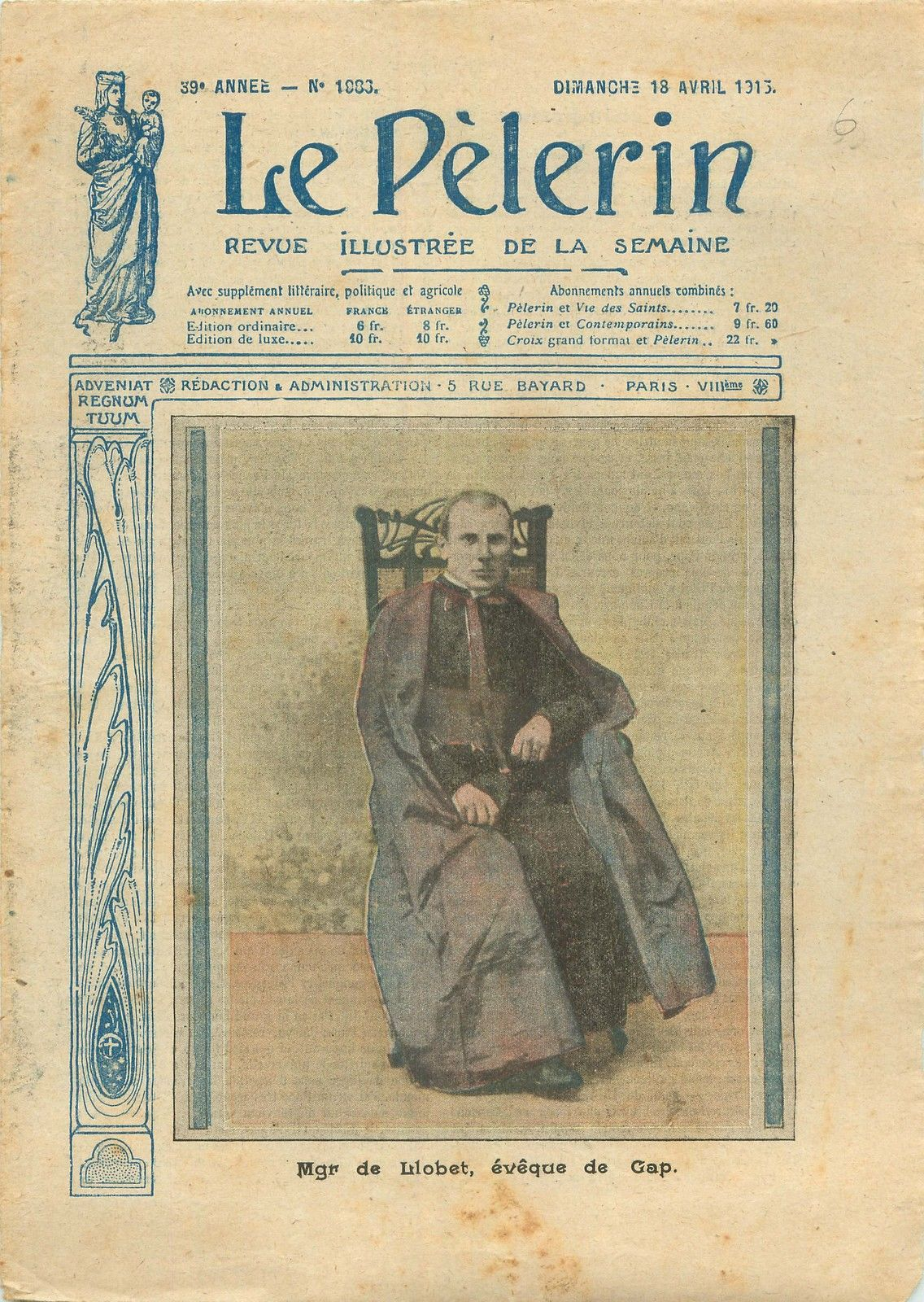
Couverture du Pèlerin du 18 avril 1915, Gabriel de Llobet nommé évêque de Gap
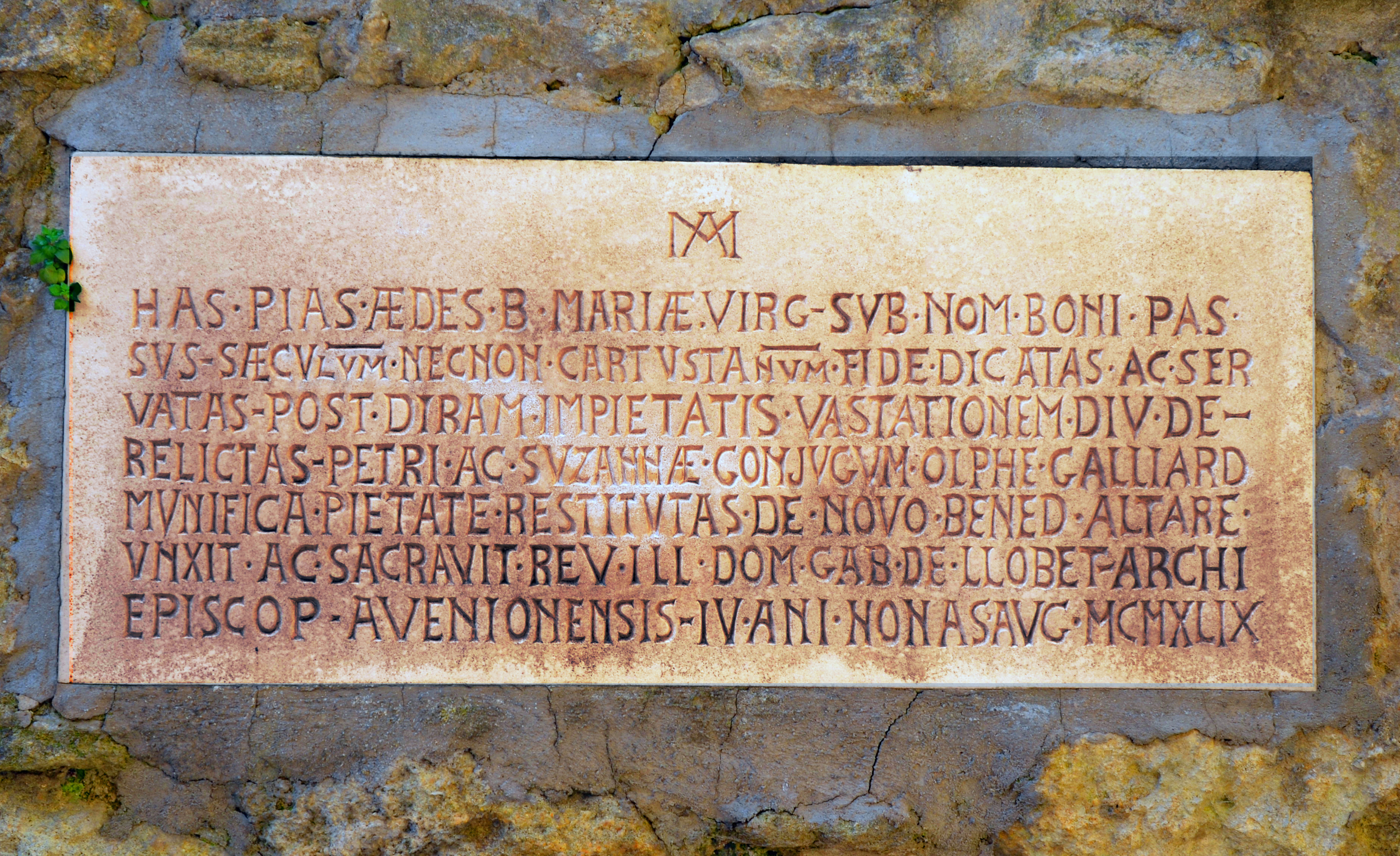
Chartreuse de Bonpas ; dédicace à Gabriel de Llobet

## Distinctions
- Chevalier de la Légion d’honneur (1918), officier de la Légion d'honneur (1955),
- Croix de guerre avec palme (le 22 septembre 1918),
- Commandeur des Ordres du Saint-Sépulcre, de l’Étoile de Roumanie, de Saint-Sava de Serbie et de Grand Officier de l’Ordre de Saint-Georges Ier de Grèce (mission au Levant),
- Commandeur de la Couronne d’Italie (1928)
- Comte romain
- Assistant au trône pontifical (30 décembre 1949)[2]